# 1906年至1907年英格蘭足總盃
1906/07球季英格蘭足總盃（英語：FA Cup），是第36屆英格蘭足總盃，今屆賽事的冠軍是錫周三，他們在決賽以2:1擊敗愛華頓，奪得冠軍。本屆賽事繼續在水晶宮國家體育中心舉行。
星期三是錫周三的前身。

## 外部連結
1. 英格蘭足總盃官網Archive-It的存檔，存档日期2012-04-24
2. 英格蘭足總盃 歷屆冠軍（页面存档备份，存于）